# تیگران قازانچیان
تیگران قازانچیان (ارمنی: Տիգրան Ղազանչյան؛ ۲۲ اوت ۱۹۷۴) بازیکن فوتبال در پست مدافع اهل ارمنستان است.

## باشگاهی
از باشگاه‌هایی که در آن بازی کرده‌است می‌توان به باشگاه فوتبال دیگنیس آکریتاس اشاره کرد.

## تیم ملی
وی همچنین در تیم ملی فوتبال ارمنستان بازی کرده‌است. قازانچیان نخستین بازی ملی خود را در چهارچوب تورنمنت بین‌المللی قبرس در تاریخ ۲ فوریه ۲۰۰۰ در لارناکا در مقابل آندورا انجام داده‌است.